# Битва при Вальмоне
Битва при Вальмоне (англ. Battle of Valmont, фр. Bataille de Valmont) — общее название для двух сражений Столетней войны, произошедших между 9 и 11 марта 1416 года в районе городов Вальмон и Арфлёр в Нормандии. Отряд во главе с графом Дорсет Томасом Бофортом столкнулся при Вальмоне с более многочисленной французской армией под командованием Бернара VII д’Арманьяка. В ходе первого боя англичане потеряли лошадей и обоз, но им удалось отступить к Арфлеру, преграждавшие путь к которому французы обыли побеждены при помощи вылазки гарнизона.

## Силы сторон
В январе 1416 года 900 английских латников и 1,5 тыс. лучников прибыли на подкрепление гарнизону Арфлера, который был захвачен в сентябре прошлого года после осады. Дорсет взял с собой в набег 1000—1100 латников и лучников.
В январе 1416 года Д’Арманьяк привел с собой из Гаскони отряд из 2 тыс. латников и 1 тысю лучников. Он также мог обратиться к местным гарнизонам и ополченцам. Руан прислал ему 600 латников и 50 арбалетчиков. Общая численность войска составляла 4 тыс.

## Первый бой
Дорсет выступил в поход 9 марта. Он разграбил и сжег несколько деревень, дойдя до Кани-Барвиля, после чего повернул назад. Французы перехватили их около Вальмонта. У англичан было время выстроиться в боевую линию, разместив своих лошадей и обозв тылу, прежде чем французы начали конную атаку. Французская кавалерия прорвалась сквозь строй англичан, но вместо того, чтобы развернуться и покончить с англичанами, бросилась грабить и красть лошадей. Это позволило раненому Дорсету собрать своих людей и отвести их к небольшому, обнесенному живой изгородью саду неподалеку, который они обороняли до наступления темноты. Французы на ночь отступили в Вальмон, вместо того чтобы оставаться в поле, и это позволило Дорсету под покровом темноты увести своих людей в укрытие в лесах Ле-Лож. Потери англичан на этом этапе сражения оценивались в 160 убитых.

## Второй бой
На следующий день англичане двинулись к побережью. Они спустились на пляж и начали долгий марш по гальке к Арфлеру. Однако, приблизившись к нему, они обнаружили поджидавший на скалах французский отряд. Англичане выстроились в линию, и французы бросились в атаку вниз по крутому склону. Спуск привел французов в замешательство, и они потерпели поражение, оставив много убитых. Пока англичане собирали трупы, подошли основные силы французской армии. Эти силы не атаковали, а вместо этого построились на возвышенности, вынудив англичан атаковать. Это им удалось, заставив французов отступить. Затем отступающие были атакованы с фланга вылазкой гарнизона Арфлера, и отступление превратилось в бегство. В бою французы потеряли 200 человек убитыми и 800 пленными. Позже Д’Арманьяк приказал повесить ещё 50 человек за бегство с поля боя.
Впоследствии английские хронисты вспоминали битву при Вальмонте как акт неповиновения. В какой-то момент битвы (Берн указывает, что это произошло, когда англичане защищали сад в Стрикленде перед первым сражением) Говорят, что д’Арманьяк предложил Дорсету условия капитуляции. Латники будут взяты в плен, а лучникам отрубят правые руки. Говорят, что Дорсет ответил французскому вестнику: «Передай своему господину, что англичане не сдаются»..

## Последствия
Летописцы вместе с историками разошлись во мнениях о том, кто выиграл битву.
Альфред Берн назвал «подвиг этого преданного своему делу маленького отряда английских солдат» «эпическим» и его точку зрения разделяет Мэтью Стрикленд.. Ньюхолл, однако, считает, что общий результат «удовлетворил» французов а Джулиет Баркер описывает его как «катастрофическое событие» для англичан.

Согласно резюме Джеймса Гамильтона Уайли: 
«Это правда, что граф Дорсетский выбрался из смертельной ловушки с удивительной выдержкой и мужеством, однако его безрассудная авантюра обошлась ему безмерно дорого в людях, лошадях и вещах».